# Kirundo (stad)
Kirundo is een stad in Burundi en is de hoofdplaats van de provincie Kirundo.
Kirundo telde in 1990 bij de volkstelling 4100 inwoners. In 2025 is dit aantal aangegroeid tot meer dan 150.000 in het centrum van de stad dat zeer levendig en bloeiend is. 
Op wandelafstand ligt het Rwihinda meer, ook wel het Lac aux oiseaux genoemd. Het is een belangrijke plaats voor vogels om te overwinteren. In het noorden, kort aan de grens met Rwanda, ligt het Lac Cohoha.